# Give Me Five!
"Give Me Five!" é o 25º single do grupo de ídolos japonês AKB48. Já vendeu mais de 967000 cópias.

## Sobre a Música
Give Me Five é o 5º single do grupo com o tema Sakura/Graduação (por isso, o Five do título). Apostando no estilo pop-rock, foi criado uma banda para o single chamado Baby Blossom, com Atsuko Maeda e Minami Takahashi na guitarra, Yuko Oshima no baixo, Yuki Kashiwagi na bateria, Mayu Watanabe e Haruna Kojima nos teclados, entre outras, com senbatsu vindo de "Kaze wa Fuiteiru". É a última faixa do Disco 1, e também o último single do álbum "1830m".
Nos concertos solo, é interpretada por Yuki Kashiwagi, onde também mostra sua habilidade na bateria.